# ترمس شاطئي
الترمس الشاطئي (باللاتينية: Lupinus littoralis) نوع نباتي يتبع جنس الترمس من الفصيلة البقولية المعروفة بقدرتها على تثبيت النيتروجين الجوي من خلال بكتيريا المستجذرة.
موطنه الساحل الغربي لأمريكا الشمالية من مقاطعة كولومبيا البريطانية ولاية كاليفورنيا في جنوب غرب الولايات المتحدة وولاية باخا كاليفورنيا في المكسيك.